# Koifjorden
Koifjorden er en fjord på nordøstsiden af Nordkinnhalvøen i Gamvik kommune i Troms og Finnmark fylke i Norge. Fjorden har indløb  mellem Skalangsneset i vest og Sandfjordneset i øst og går seks kilometer mod syd til Innervalen i enden af fjorden. Vest for Skalangsneset ligger Risfjorden og øst for Sandfjordneset ligger Sandfjorden. Koiøen ligger midt i indløbet til fjorden.
I den indre del af fjorden ligger det spredte bebyggelser, men disse har ikke vejforbindelse.